# 長牛友義
長牛 友義（なごし ともよし）は、戦国時代の武将。南部氏の家臣。陸奥国長牛館主。

## 略歴
永禄9年（1567年）、安東愛季が鹿角郡を攻める。友義は奮戦し、その戦いにより小川の流れが血で赤く染まったと伝えられる程であったが、長牛館は攻め落とされ、南部領へ逃れた。
永禄11年（1568年）、南部家臣と共に安東勢に反撃し、鹿角郡と長牛館を奪還した。